# William H. Kelsey

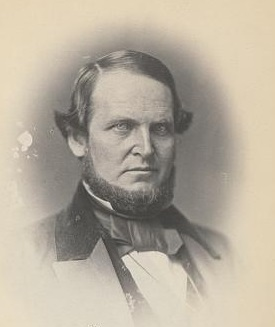
William H. Kelsey

William Henry Kelsey (* 2. Oktober 1812 in Smyrna, New York; † 20. April 1879 in Geneseo, New York) war ein US-amerikanischer Jurist und Politiker. Zwischen 1855 und 1859 sowie zwischen 1867 und 1871 vertrat er den Bundesstaat New York im US-Repräsentantenhaus.

## Werdegang
William Henry Kelsey wurde ungefähr dreieinhalb Monate nach dem Ausbruch des Britisch-Amerikanischen Krieges im Chenango County geboren. Er besuchte Gemeinschaftsschulen. Danach studierte er Jura. Nach dem Erhalt seiner Zulassung als Anwalt 1843 begann er in Geneseo zu praktizieren. Zwischen 1840 und 1844 war er Vormundschafts- und Nachlassrichter im Livingston County und zwischen 1850 und 1853 Bezirksstaatsanwalt im Livingston County.
Politisch gehörte er zu jener Zeit der Opposition Party an. Bei den Kongresswahlen des Jahres 1854 für den 34. Kongress wurde er im 28. Wahlbezirk von New York in das US-Repräsentantenhaus in Washington, D.C. gewählt, wo er am 4. März 1855 die Nachfolge von George Hastings antrat. In der Folgezeit trat er der Republikanischen Partei bei. 1856 wurde er in den 35. Kongress gewählt. Da er auf eine erneute Wiederwahlkandidatur 1858 verzichtete, schied er nach dem 3. März 1859 aus dem Kongress aus. Während seiner ersten Amtsperiode hatte er den Vorsitz im Committee on Engraving.
Nach seiner Kongresszeit begann er wieder als Anwalt zu praktizieren.
Bei den Kongresswahlen des Jahres 1866 für den 40. Kongress wurde er im 25. Wahlbezirk von New York in das US-Repräsentantenhaus gewählt, wo er am 4. März 1867 die Nachfolge von Daniel Morris antrat. Kelsey wurde einmal wiedergewählt und schied dann nach dem 3. März 1871 aus dem Kongress aus.
Er zog sich von der politischen Bühne zurück und ging in Geneseo wieder seiner Tätigkeit als Anwalt nach, wo er am 20. April 1879 verstarb. Sein Leichnam wurde dann auf dem Temple Hill Cemetery beigesetzt.